# Medaille van de Orde van het Britse Rijk
De Medaille van de Orde van het Britse Rijk (Engels: "Medal of the Most Excellent Order of the British Empire") werd op 4 juni 1917 ingesteld. De medaille was verbonden met de in 1917 ingestelde Orde van het Britse Rijk. In de periode tot de dekolonisatie werd een Britse onderscheiding in het hele Britse Gemenebest en het koloniale rijk, dus ook in de Dominions Canada, Australië en Nieuw-Zeeland toegekend.
De medaille werd 1987 maal toegekend. 801 buitenlandse en 498 militaire benoemingen werden opgetekend maar in een aantal gevallen is niet bekend of het om een militaire of civiele decoratie ging.
De medaille verschilde sterk van de Medaille van het Britse Rijk die deze medaille op 29 december 1922 verving. Er was geen gesp en de medaille was eenvoudiger en minder gedetailleerd vormgegeven.
De voorzijde toonde Brittania binnen een cirkel met de woorden "FOR GOD AND THE EMPIRE". Op de keerzijde stond alleen het gekroonde monogram van de stichter, Koning George V van het Verenigd Koninkrijk.
Het lint was paars waarbij de linten van de Militaire Divisie een dunne parelgrijze middenstreep kregen.